# Mitontic
Mitontic là một đô thị thuộc bang Chiapas, México. Năm 2005, dân số của đô thị này là 9042 người.